# دنیل فران
دنیل فران (انگلیسی: Daniel Frahn؛ زادهٔ ۳ اوت ۱۹۸۷) بازیکن فوتبال اهل آلمان است.
از باشگاه‌هایی که در آن بازی کرده‌است می‌توان به باشگاه فوتبال هایدنهایم، باشگاه فوتبال لایپزیگ، باشگاه فوتبال کمنیتس، و باشگاه فوتبال انرژی کوتبوس اشاره کرد.
وی همچنین در تیم ملی فوتبال جوانان آلمان بازی کرده‌است.